# Halowe Mistrzostwa Europy w Lekkoatletyce 1989 – bieg na 400 m kobiet
Bieg na 400 metrów kobiet – jedna z konkurencji biegowych rozgrywanych podczas halowych lekkoatletycznych mistrzostw Europy w  hali Houtrust w Hadze. Eliminacje zostały rozegrane 18 lutego, a bieg finałowy 19 lutego 1989. Zwyciężyła reprezentantka Wielkiej Brytanii Sally Gunnell. Tytułu zdobytego na poprzednich mistrzostwach nie broniła Petra Schersing z Niemieckiej Republiki Demokratycznej.

## Rezultaty

### Eliminacje
Rozegrano 2 biegi eliminacyjne, do których przystąpiło 7 biegaczek. Awans do finału dawało zajęcie jednego z pierwszych dwóch miejsc w swoim biegu (Q). Skład finału uzupełniły dwie zawodniczki z najlepszym czasem wśród przegranych (q).
Opracowano na podstawie materiału źródłowego.

#### Bieg 1
| Miejsce | Zawodniczka      | Czas  | Uwagi |
| ------- | ---------------- | ----- | ----- |
| 1       | Taťána Slaninová | 53,79 | Q     |
| 2       | Angela Piggford  | 53,88 | Q     |
| 3       | Fabienne Ficher  | 54,63 | q     |

#### Bieg 2
| Miejsce | Zawodniczka     | Czas  | Uwagi |
| ------- | --------------- | ----- | ----- |
| 1       | Sally Gunnell   | 52,90 | Q     |
| 2       | Anita Protti    | 52,96 | Q     |
| 3       | Marina Szmonina | 52,98 | q     |
| 4       | Esther Lahoz    | 54,67 |       |

### Finał
Opracowano na podstawie materiału źródłowego.
| Miejsce | Zawodniczka      | Czas  | Uwagi |
| ------- | ---------------- | ----- | ----- |
| 1       | Sally Gunnell    | 52,04 |       |
| 2       | Marina Szmonina  | 52,36 |       |
| 3       | Anita Protti     | 52,57 |       |
| 4       | Angela Piggford  | 52,90 |       |
| 5       | Taťána Slaninová | 54,16 |       |
| 6       | Fabienne Ficher  | 54,67 |       |